# Fabrizio Catanese
Fabrizio Catanese (Firenze, 16 marzo 1950) è un matematico italiano, principalmente conosciuto per i suoi contributi alla geometria algebrica, analisi complessa, geometria differenziale, algebra commutativa e omologica.

## Biografia
Ha studiato alla Scuola Normale Superiore, laureandosi nel 1972 sotto la guida scientifica del matematico Enrico Bombieri e, nel 1983, gli è stato conferito il premio Bartolozzi.